# Менструація
Менструа́ція (англ. menstruation, від лат. menstruus — щомісячний), щомісячні виділення (англ. period, monthly), ре́гули — частина менструального циклу, коли з вагінальною кровотечею та рядом супутніх симптомів відторгається функціональний шар ендометрію. Менструальний секрет об'ємом 50—200 см³ включає 25—30 см³ крові та секрет залоз слизової матки. Перша менструація (менархе) свідчить про настання другого етапу статевого дозрівання — визрівання жіночої репродуктивної системи, і оточена ритуалами ініціації.

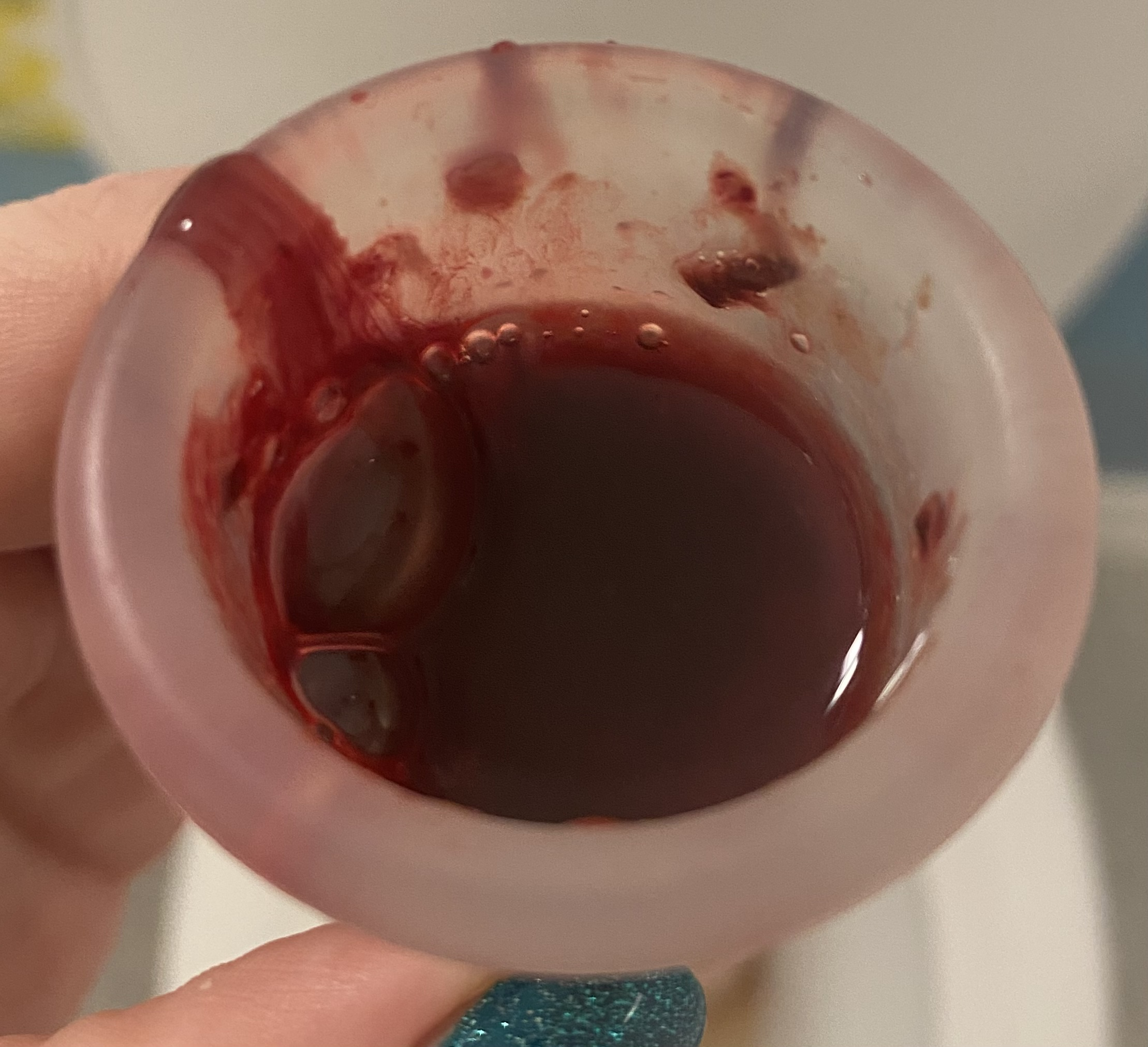
Менструальний секрет другого дня менструації 40-річної жінки у менструальній чаші

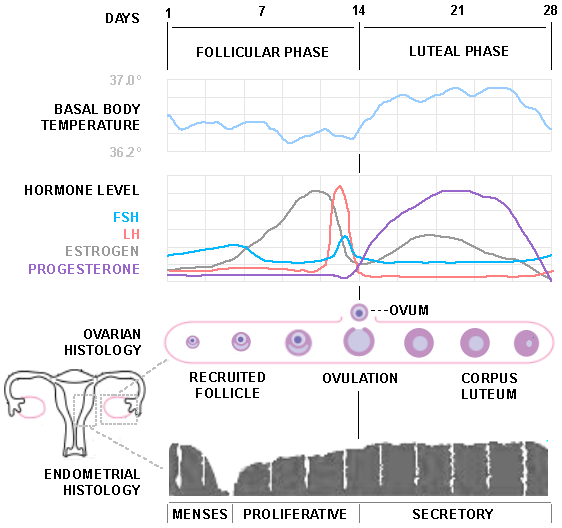
Менструальний цикл (менструація в лівій частині графіку)

Сучасна наука пояснює необхідність менструації як захисного механізму еволюційним конфліктом між жінкою та плодом через ресурсоємність вагітності для жіночого організму. Через здатність ендоментрію відторгатися відбувається відбір і утилізація яйцеклітин для імплантації, аби не витрачати ресурси на нежиттєздатні зародки.
Менструація та менструальність стигматизуються більшістю суспільств, що є формою мізогінії. Культурний осуд жінки як «нечистої» призводить до значних проблем у регулюванні менструальних питань, негативних наслідків для жіночого репродуктивного здоров'я, соціального остракізму, погіршення освіти дівчат, гінекологічних хвороб і подекуди смерті жінок.

## Дослідження

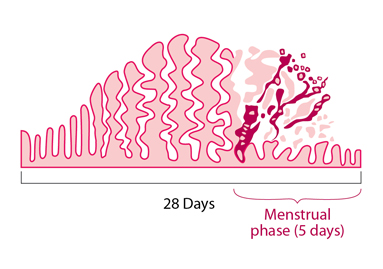
Розвиток та руйнування ендометрію протягом менструального циклу

Перші спроби науково обґрунтувати призначення менструації належать Томі Аквінському, котрий спирався на філософські судження Аристотеля. Тома вважав, що менструальна кров утворюється з перетравленої їжі, з неї в разі запліднення утворюється тіло плода.

## Менархе
Перша менструація, свідоцтво сформованості основних зв'язків у жіночій репродуктивній системі, у більшості сучасних дівчаток настає у 11—15 років (в середньому в 13 років і кілька місяців), частіше в зимовий період. Однак репродуктивна система далеко не завжди функціонує стійко, тому нерідко регулярний менструальний цикл встановлюється не відразу, у більшості дівчат це відбувається протягом від пів року до 1,5 року.
Менархе не є ознакою статевої зрілості, а всього лише свідчить про настання другого етапу статевого дозрівання — остаточного дозрівання репродуктивної функції жіночого організму. Повноцінна статева зрілість передбачає не лише здатність до запліднення, а й до виношування плоду, пологів, виходжування й вигодовування, а також догляду за дитиною.
У всіх країнах сьогодні в середньому відзначається більш раннє настання менархе, що пов'язано із загальним прискоренням розвитку організму (акселерація). Не вважається патологією і пізніше її настання — у 15—17 років. Певне значення щодо цього мають сімейна схильність (наприклад, пізнє менархе в матері), особливості будови тіла (у повних дівчаток менархе звичайно буває раніше, а в худорлявих — пізніше середнього строку), а також матеріально-побутові умови (за спостереженнями закордонних гінекологів, у дівчаток із менш забезпечених верств суспільства менархе настає пізніше). Розвиток і становлення менструальної функції можуть затримуватись з огляду на посилені заняття спортом. Особливо це характерно для спортивної гімнастики і навпаки цього не спостерігається під час занять плаванням.
Важливо пам'ятати точну дату настання менархе, строк, протягом якого менструації стали регулярними, а також особливості самопочуття в період, який безпосередньо передував менархе, і в період встановлення регулярного циклу. Ця інформація може стати важливою для гінекологічних оглядів у разі виникнення яких-небудь порушень репродуктивної функції (див. Менструальні розлади).

## Норми
Менструальний період триває в середньому близько 35 років: від менархе до менопаузи (45—50 років). Характер менструацій не залишається постійним: він може змінюватися після пологів, з початком сексуального життя, після аборту (в цьому випадку на якийсь час або постійно може змінюватися тривалість циклу: наприклад, подовжується на 2—3 дні).
Звичайно менструації відбуваються регулярно, через однакові проміжки часу:
- через 28 днів (середньостатистичний цикл) — 60 % жінок,
- через 21 день (короткий цикл) — 28 % жінок,
- через 30—32 дні (довгий цикл) — 10—15 % жінок.

Тривалість менструації в середньому 5—7 днів.
За час кожної менструації виділяється приблизно 50—200 см³ кров'янистої суміші, в якій кров складає лише 25—30 см³ (це значно менше, ніж вважалося раніше), решта — секрет залоз, розміщених у слизовій оболонці матки. Менструальні виділення не зсідаються, оскільки, по-перше, кров значно розбавлена виділеннями залоз і, по-друге, в них містяться ферменти, які перешкоджають зсіданню. Тобто, виділення при нормальній менструації не повинні відходити згустками, наявність згустків — ознака маткової кровотечі, і в цьому випадку необхідно звернутися до гінеколога.

### Дискомфорт при менструації
Нормальна менструація не супроводжується хворобливими відчуттями, однак не вважається відхиленням від норми і наявність деякої важкості і болісності внизу живота, погіршення загального самопочуття. Вираженіший дискомфорт може стосуватись передменструального синдрому, сильний — передменструального дисфоричного розладу або гінекологічних захворювань і вимагає звернення до лікаря з проходженням гінекологічного огляду.

## Менструальна гігієна
При менструаціях необхідно особливо ретельно дотримуватися гігієни (щоденний душ, підмивання 2-3 рази на день), адже кров'янисті виділення є сприятливим середовищем для розмноження бактерій, у тому числі патогенних.

До засобів менструальної гігієни належать прокладки, тампони. У європейських країнах, США та Канаді набувають популярності також менструальні чаші. Будь-які внутрішні засоби гігієни (тампони, чаші) варто своєчасно замінювати або належно стерилізувати, аби запобігти синдрому токсичного шоку.

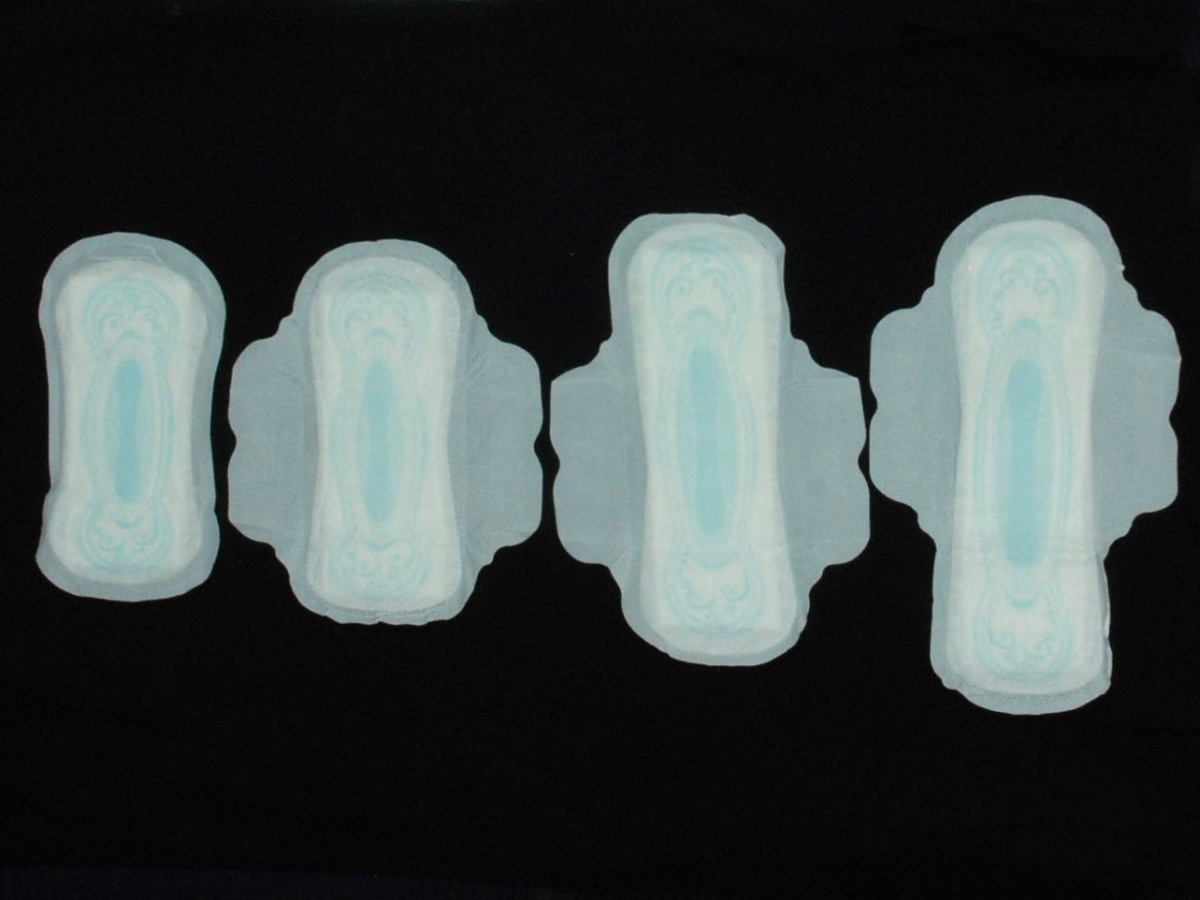
Одноразові менструальні прокладки різних розмірів
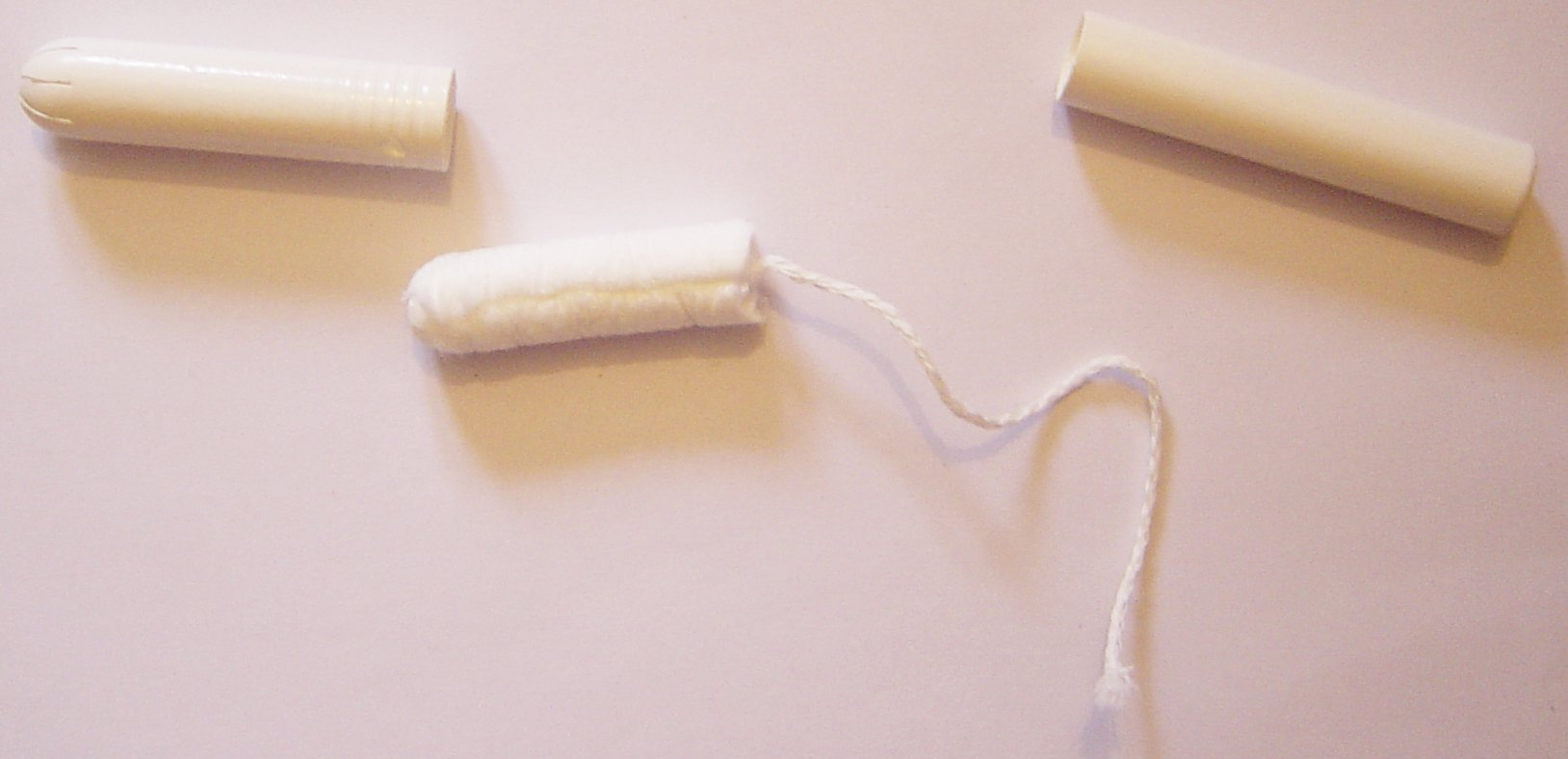
Тампон з елементами аплікатора
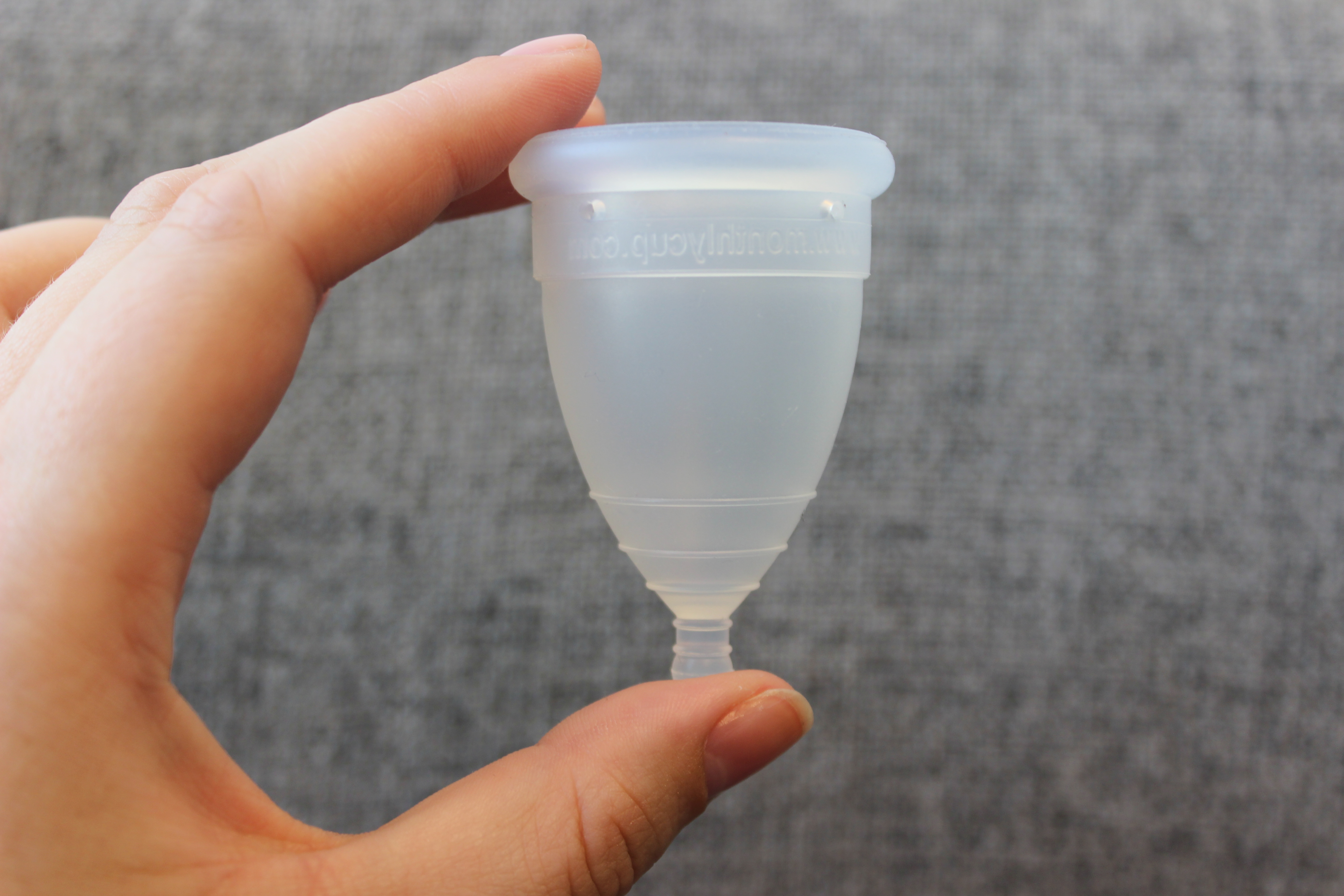
Менструальна чаша 1 розміру
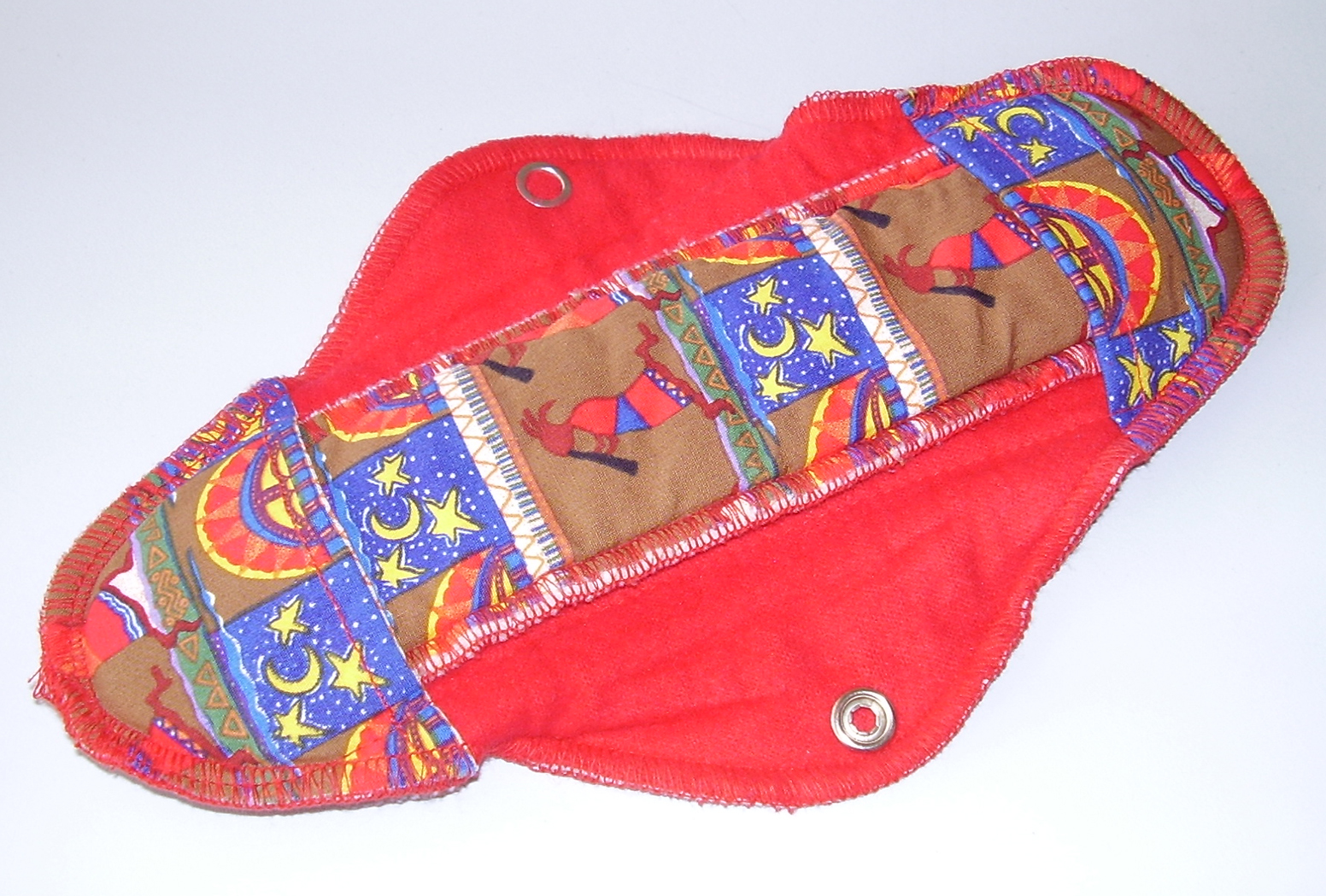
Багаторазова тканинна прокладка

Медициною під час менструації не рекомендуються:
- повні занурення і ванни (як в прісній, так і солоній воді), для купання рекомендується користуватися душем;
- небажаний статевий акт та інший вагінальний секс через небезпеку інфікування;
- алкоголь і гостра їжа, оскільки вони посилюють маткові кровотечі завдяки припливу крові до органів черевної порожнини;
- надмірність у фізичних навантаженнях;
- психічні та психологічні перевантаження. У країнах з низьким рівнем доходу вибір засобів менструальної гігієни для дівчат і жінок часто обмежений витратами на їх придбання, а також доступністю засобів та соціальними нормами (менструальні табу).

## Менструальні розлади
Менструальні порушення поділяються на розлади тривалості циклу, розлади менструацій, розлади виділень, дисменорею та передменструальні синдроми.
- Дисменорея (Альгоменорея) — біль під час менструації.

Розлади тривалості менструального циклу:
- Поліменорея — підвищена частота менструацій.

Розлади менструації:
- Аменорея — відсутність менструацій та менструального циклу.
- Опсоменорея — збільшення тривалості менструацій.

Розлади виділень:
- Менорагія — збільшений об'єм менструальних виділень.

Передменструальні синдроми:
- Передменструальний синдром — індивідуальний симптомокомплекс за 5—14 діб перед менструацією.
- Передменструальний дисфоричний розлад — ускладнене (інвалідизуюче) протікання передменструального синдрому.
- Менструальний психоз — важке психічне порушення під час менструального циклу (вкрай рідкісне).

## Суспільство і культура

### Етимологія і термінологія
Слово менструація етимологічно пов'язане з місяцем. Терміни менструація та місячні походять від латинського mensis «місяць», яке, у свою чергу, пов'язане з давньогрецьким mene «місяць» і з корінням англійських слів month і moon.
Деякі організації почали використовувати термін «менструатор» замість терміну «жінка, що менструює», який використовується щонайменше з 2010 року. Menstruator використовується активістами та науковцями, щоб «висловити солідарність з жінками, у яких немає менструації, трансгендерними чоловіками, які мають менструацію, а також інтерсексуальними та гендерними людьми». :950 Термін може викликати суперечки між різними школами феміністської думки; проте більшість феміністичних дослідниць вважають, що він правильно відображає реальність того, що люди різної статі мають менструації. :950 Також використовують термін «люди, які менструюють».

### Традиції, табу і виховання
Більшість культур (від древніх міфів до сучасних індустріальних суспільств) стигматизують менструацію, трактуючи її як явище негативне, свідчення жіночої «гріховності», причину неврожаю чи суспільних негараздів. Нормальну фізіологічну періодичність жіночої репродуктивної системи в древності пов'язували з ризиком неуспіху чоловіків, тому деінде жінок під час менструації ізолювали в спеціальних приміщеннях, обмежували доступ до праці, забороняли спілкування, фізичні контакти, секс. Християнство забороняло доступ до церкви та справляння культу під час менструації; поширені різноманітні забобони в суспільній свідомості.
Стигматизація менструації є формою мізогінії. Негативні табу змушують нас сприймати менструальну функцію як щось, що треба приховувати, щось ганебне. Крім того, не згадуючи явище, ми підкріплюємо ідею, що його не варто називати.
Багато релігій мають традиції, пов'язані з менструацією, наприклад: іслам забороняє статеві контакти з жінками під час менструації у 2-му розділі Корану. Деякі вчені стверджують, що жінки під час менструації знаходяться в стані, в якому вони не можуть підтримувати вуду, і тому їм забороняється торкатися арабської версії Корану. В іудаїзмі жінку під час менструації називають Нідда, і їй можуть бути заборонені певні дії. Наприклад, єврейська Тора забороняє статеві стосунки з жінкою під час менструації. В індуїзмі жінки під час менструації традиційно вважаються ритуально нечистими та мають певні правила, яких слід дотримуватися. У зороастризмі, якщо менструація у жінки не припинялася після дев'яти днів, це вважалося справою рук дайва.
Проявом табуювання менструальності в сучасному світі є евфемізми, використовувані замість слова «менструація» у медіа та рекламі («ці дні», «критичні» дні, «періодичні болі у жінок» в рекламі прокладок та тампонів), а також метафори та іносказання, аби уникнути згадки про менструацію у побуті («незручна тема», «гості з Краснодару», «ці справи», «технічні причини»…). Хоча менструація є ознакою здорового організму, а інші стани «тілесного низу», включаючи патологічні, вживаються вільно («пронос», «геморой», «гази»).
У рекламах засобів менструальної гігієни, фільмуючи менструальну кров, використовують рідини будь-яких кольорів, крім червоного.
Через соціальний осуд плям від менструальної крові (шкільний булінг) за відсутності доступу до засобів менструальної гігієни значна кількість дівчат у країнах, що розвиваються, щомісяця пропускають заняття, від чого страждає їхня освіта.
Приклади архаїчного мислення в трактуванні менструації:
- Міфологія мая пояснювала походження менструації як покарання за порушення жінкою соціальних правил шлюбного союзу. За повір'ями, менструальна кров перетворюється в змій та комах, що використовуються в чорній магії для відродження місячної богині[17].

- Під час японсько-корейської війни 1592–1598 років корейський генерал Квак Чеу носив червоний одяг, пофарбований менструальною кров'ю цнотливих дівчат[18]. Генерал вірив, що темна жіноча енергія інь перетворювала його одяг у обладунок, недоступний для японської вогнепальної зброї — уособлення чоловічої енергії ян[18].

У західних країнах просвітницька робота з питань менструації часто викладається у поєднанні зі статевим вихованням у школах, хоча дівчата можуть вважати, що основним джерелом інформації про менструацію та статеве дозрівання є їхні матері. Інформація про менструацію часто поширюється серед друзів та однолітків, що може сприяти більш позитивному ставленню до статевого дозрівання. Якість менструальної освіти в суспільстві визначає точність розуміння людьми цього процесу. У багатьох західних країнах, де менструація є забороненою темою, дівчатка схильні приховувати факт менструації й намагаються не подавати ознак менструації. Ефективні освітні програми необхідні для надання дітям та підліткам ясної та точної інформації про менструацію. Школи можуть бути підходящим місцем для проведення менструальної освіти. Іншим варіантом є програми, що проводяться однолітками або сторонніми організаціями. Дівчата з низьким рівнем доходу мають менше шансів отримати належну сексуальну освіту щодо статевого дозрівання, що призводить до погіршення розуміння того, чому відбувається менструація та пов'язані з нею фізіологічні зміни, які відбуваються. Доведено, що це призводить до розвитку негативного ставлення до менструації.

### Дестигматизація менструації

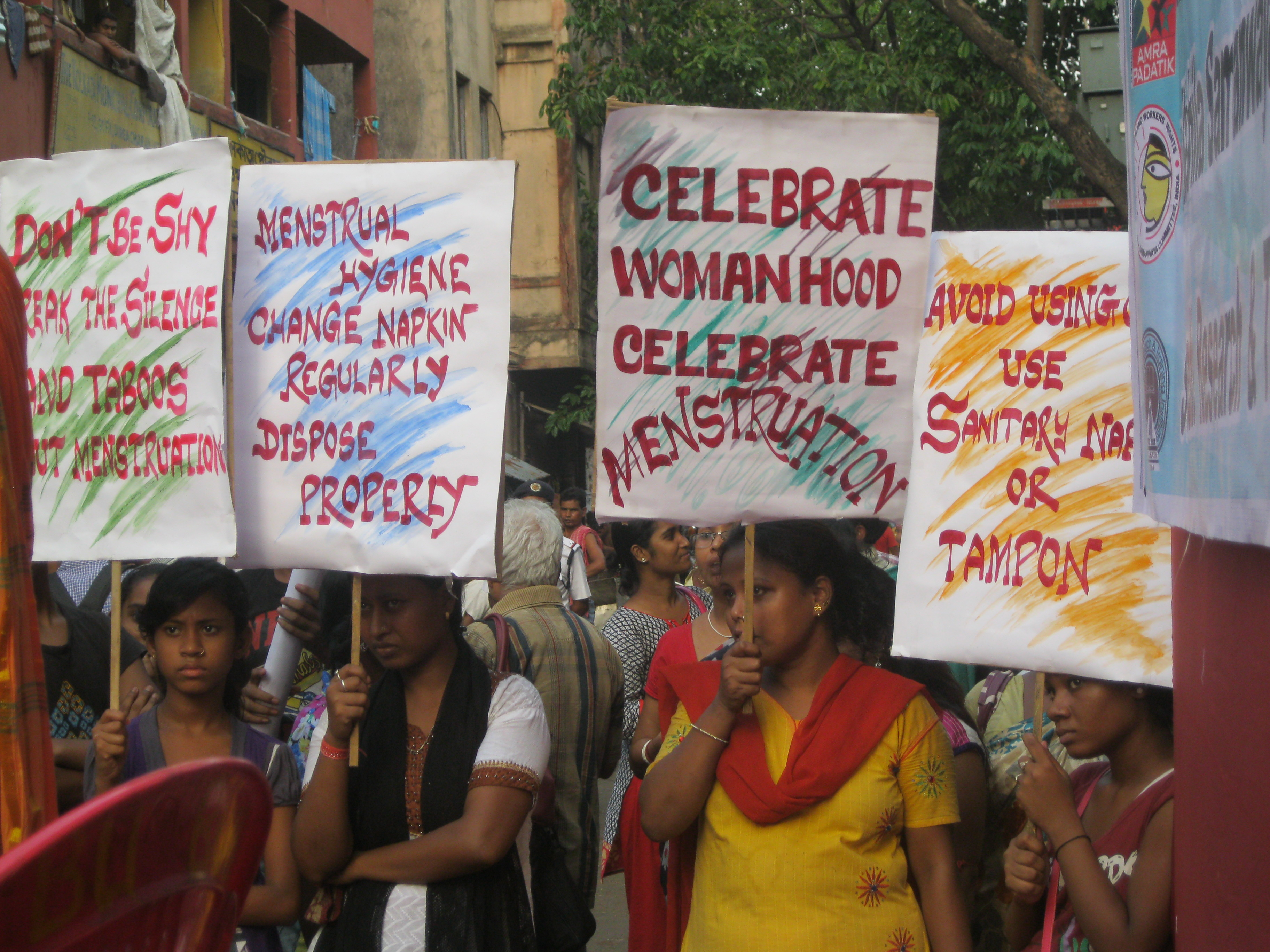
Святкування Дня менструальної гігієни, Індія

В рамках боротьби з насильством проти жінок та за убезпечення їх від цькувань медіаперсони й окремі бренди вживають заходів з дестигматизації менструації та сексуальної освіти (особливо для дівчаток), приєднавшись у цьому до феміністичного руху. До подібних ініціатив приєднується і Україна:
- 2018 рік Феміністична майстерня присвятила збору навчальних матеріалів про менструацію для дівчат, скомпілювавши їх у посібник з теоретичної частини та практичних вправ, розміщений в мережі для вільного доступу[24].
- 1 травня 2018 Уляна Супрун закликала позбуватись міфів і забобонів про менструацію на своїй сторінці в Facebook.[25]
- 2019: Артвиставка «12 місячних» для зняття табу з розмов про менструацію: українських 12 художниць проілюстрували евфемізми, якими маскують слово «менструація».[26]
- Графічний роман Лів Стрьомквіст для дітей про менструацію «Заборонений плід»[27] у квітні 2019 перекладений українською[28].

День менструальної гігієни — щорічний захід (28 травня) з метою звернути увагу суспільства на важливість та проблеми менструальної гігієни у всьому світі. День був заснований у 2014 році німецькою громадською організацією «WASH United», щоб підвищити обізнаність про менструальну гігієну і привернути питання до доступності до засобів менструальної гігієни для жінок і дівчат. Дата 28 травня обрана символічно: травень — 5-й місяць року (менструація у середньому триває 5 днів), а менструальний цикл складає в середньому 28 днів.

### Уявлення про синхронізацію

#### Вплив місяця
Попри те, що середня тривалість менструального циклу людини подібна до місячного циклу, у сучасних людей не спостерігається жодного зв'язку між ними. Вважається, що цей зв'язок є збігом. Вплив світла не впливає на менструальний цикл у людини. Метааналіз досліджень 1996 року не виявив кореляції між менструальним циклом людини та місячним циклом, так само як і дані, проаналізовані за допомогою додатку для відстеження менструального циклу Clue, надані 1,5 мільйонами жінок, з 7,5 мільйонів менструальних циклів; однак було встановлено, що місячний цикл і середній менструальний цикл в основному однакові за тривалістю.

#### Співжиття
Починаючи з 1971 року, в деяких дослідженнях висловлювалося припущення, що менструальні цикли жінок, які проживають разом, синхронізуються (менструальна синхронність). Подальші дослідження поставили цю гіпотезу під сумнів. В огляді 2013 року зроблено висновок, що менструальної синхронності, найімовірніше, не існує.

### Робота
У деяких країнах, переважно в Азії, існують менструальні відпустки, які надають жінкам оплачувану або неоплачувану відпустку на час менструації. До таких країн належать Японія, Тайвань, Індонезія та Південна Корея.Ця практика є суперечливою через побоювання, що вона сприяє сприйняттю жінок як слабких і неефективних працівників, а також через побоювання, що вона є несправедливою стосовно чоловіків, сприяє поширенню гендерних стереотипів і медикаментозному лікуванню менструації.

## У масовій культурі
- У фільмі Селін Ск'ямма 2019 року Портрет дівчини у вогні.
- У низці серіалів 2020 року, включно з «Ферзевим гамбітом» від Netflix і «Я можу знищити тебе» від BBC One з HBO[44].
- В епізоді «A New Period» телесеріалу 2022 року Газетярки[en] від Amazon Prime Video[45].

## Інші ссавці
Більшість самок ссавців мають естральний цикл, але не всі мають менструальний цикл, який призводить до менструації. Менструації у ссавців трапляються у деяких близьких еволюційних родичів, таких як шимпанзе.